# Hermes (Oise)
Pour les articles homonymes, voir Hermès (homonymie).
Hermes est une commune française située dans le département de l'Oise en région Hauts-de-France.
L'abbaye cistercienne de Froidmont, dépendant du diocèse de Beauvais, se trouvait sur le territoire de cette commune.

## Géographie

### Description
Hermes est une petite ville picarde du Beauvaisis située à 14 km à vol d'oiseau au sud-est de Beauvais, 12 km à l'ouest de Clermont, 20 km au nord-ouest de Creil et 16 km au nord-est de Méru
Elle se trouve dans l'aire d'attraction de Paris, dans l'unité urbaine et dans la zone d'emploi de Beauvais et dans le bassin de vie de Bresles. Elle est la ville-centre de son unité urbaine

### Communes limitrophes
Accolée à Berthecourt avec laquelle elle partage une gare, Hermes est séparée topologiquement de ses autres voisines. La départementale 12 la relie à Bailleul-sur-Thérain et Saint-Felix. Bresles et La Neuville-en-Hez sont séparées de Hermes par l'avancée de la forêt de Hez-Froidmont, tandis que Heilles et Mouchy-le-Châtel se trouvent de l'autre côté d'une zone marécageuse.
| Bailleul-sur-Thérain   | Bresles          | La Neuville-en-Hez |
| Villers-Saint-Sépulcre | Hermes           | Saint-Félix        |
| Berthecourt            | Mouchy-le-Châtel | Heilles            |

### Géologie et relief
La superficie de la commune est de 11,72 km2 ; son altitude varie de 43  à   139 mètres.
Dominée par le Mont de Hermes (139 m), la zone habitée est limitée naturellement par la forêt de Hez-Froidmont au nord, et une zone marécageuse au sud. La majorité de la zone habitée se trouve dans le creux de la vallée du Thérain.

### Hydrographie

#### Réseau hydrographique

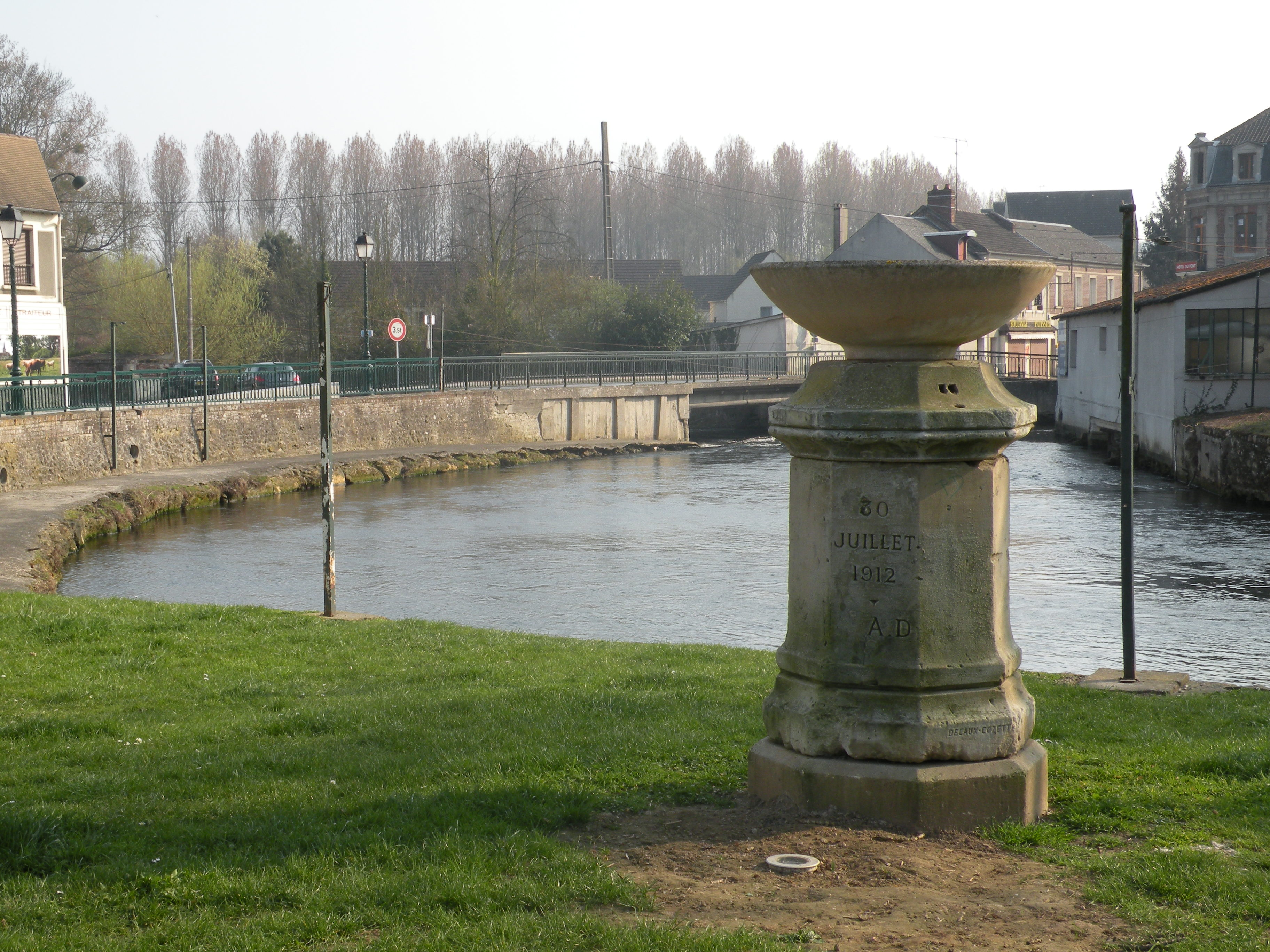
Le Thérain à Hermes.

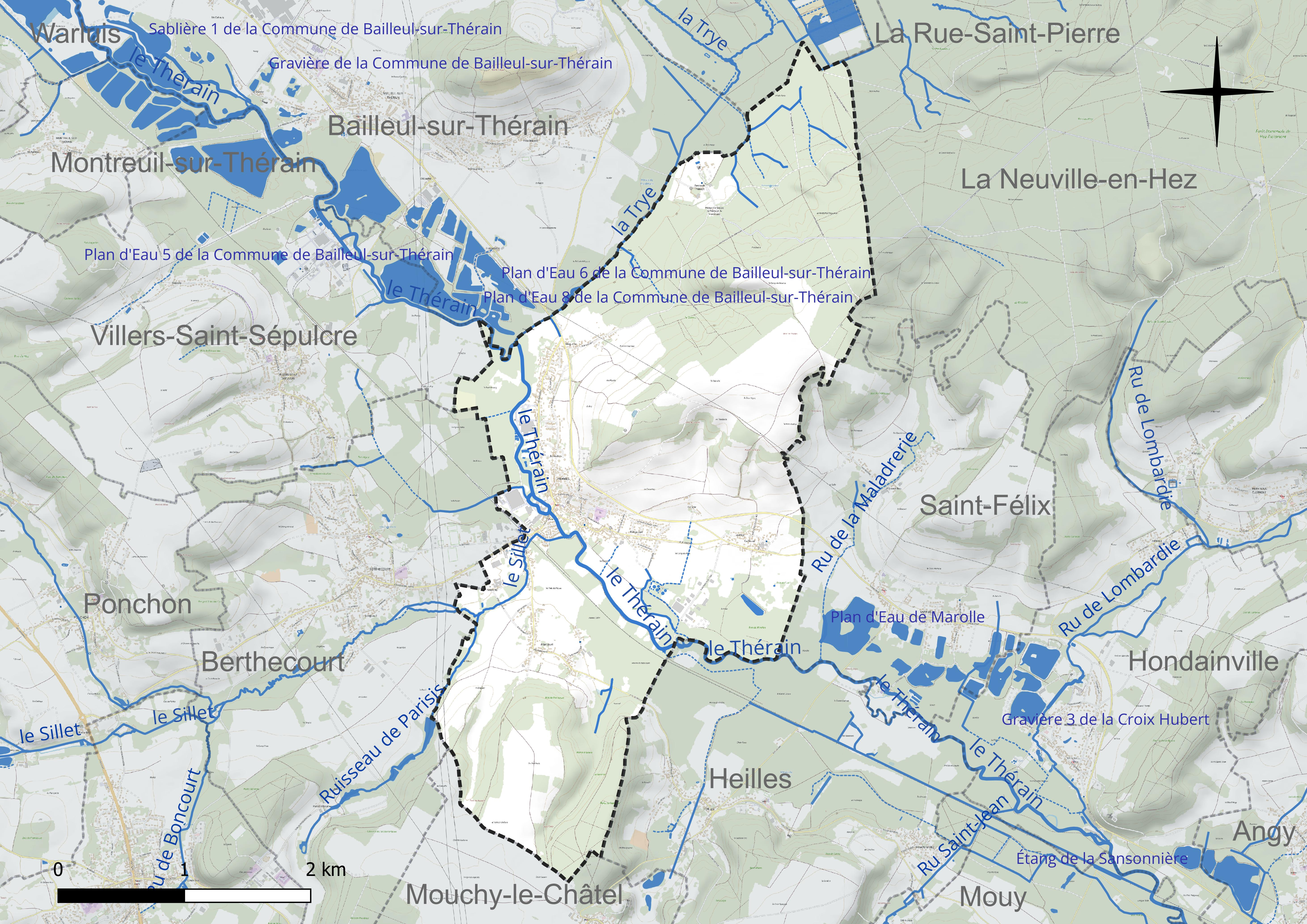
Réseau hydrographique de Hermes.

La commune est située dans le bassin Seine-Normandie. Elle est drainée par la Trye, le Sillet, le fossé 01 de la commune de Hermes, le fossé 03 de la commune de Bresles, le ruisseau de Parisis et divers bras du Thérain,,.
Le Thérain, d'une longueur de 94 km, prend sa source dans la commune de Gaillefontaine et se jette  dans l'Oise à Saint-Leu-d'Esserent, après avoir traversé 43 communes.
Un plan d'eau complète le réseau hydrographique : le plan d'eau du Bois de Marolle (1,1 ha),.

#### Gestion et qualité des eaux
Le territoire communal est couvert par le schéma d'aménagement et de gestion des eaux (SAGE) « Sensée ». Ce document de planification concerne un territoire de 1 219 km2 de superficie, délimité par le bassin versant du Thérain. Le périmètre a été arrêté le 27 janvier 2023 et le SAGE proprement dit est, en 2024, en cours d'élaboration. La structure porteuse de l'élaboration et de la mise en œuvre est le syndicat intercommunal de la Vallée du Thérain (SIVT).
La qualité des cours d'eau peut être consultée sur un site dédié géré par les agences de l'eau et l'Agence française pour la biodiversité.

### Climat
Pour des articles plus généraux, voir Climat des Hauts-de-France et Climat de l'Oise.
En 2010, le climat de la commune est de type climat océanique dégradé des plaines du Centre et du Nord, selon une étude du CNRS s'appuyant sur une série de données couvrant la période 1971-2000. En 2020, Météo-France publie une typologie des climats de la France métropolitaine dans laquelle la commune est exposée à un climat océanique et est dans la région climatique Nord-est du bassin Parisien, caractérisée par un ensoleillement médiocre, une pluviométrie moyenne régulièrement répartie au cours de l'année et un hiver froid (3 °C).
Pour la période 1971-2000, la température annuelle moyenne est de 10,5 °C, avec une amplitude thermique annuelle de 14,6 °C. Le cumul annuel moyen de précipitations est de 668 mm, avec 11,6 jours de précipitations en janvier et 8 jours en juillet. Pour la période 1991-2020, la température moyenne annuelle observée sur la station météorologique la plus proche, située sur la commune de Tillé à 15 km à vol d'oiseau, est de 11,0 °C et le cumul annuel moyen de précipitations est de 655,5 mm,. Pour l'avenir, les paramètres climatiques de la commune estimés pour 2050 selon différents scénarios d'émission de gaz à effet de serre sont consultables sur un site dédié publié par Météo-France en novembre 2022.

### Milieux naturels et biodiversité
L'extrémité ouest de la Forêt domaniale de Hez-Froidmont se trouve sur le territoire d'Hermes.

## Urbanisme

### Typologie
Au 1er janvier 2024, Hermes est catégorisée bourg rural, selon la nouvelle grille communale de densité à sept niveaux définie par l'Insee en 2022.
Elle appartient à l'unité urbaine de Hermes, une agglomération intra-départementale regroupant trois  communes, dont elle est ville-centre,,. 
Par ailleurs la commune fait partie de l'aire d'attraction de Paris, dont elle est une commune de la couronne,.

### Occupation des sols

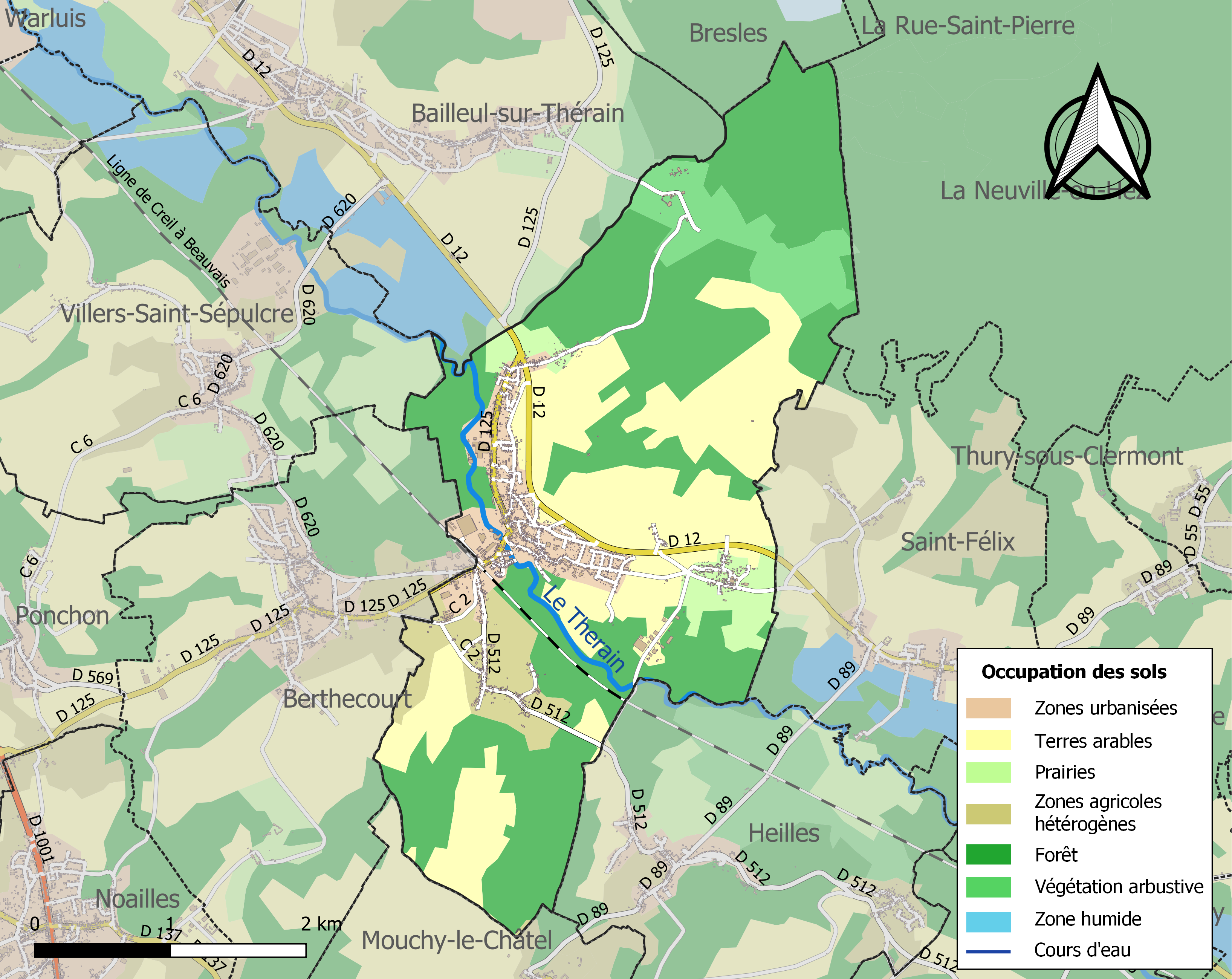
Carte des infrastructures et de l'occupation des sols de la commune en 2018 (CLC).

L'occupation des sols de la commune, telle qu'elle ressort de la base de données européenne d'occupation biophysique des sols Corine Land Cover (CLC), est marquée par l'importance des forêts et milieux semi-naturels (52,9 % en 2018), en augmentation par rapport à 1990 (50,8 %). 
La répartition détaillée en 2018 est la suivante : forêts (46,6 %), terres arables (29,3 %), zones urbanisées (7,4 %), milieux à végétation arbustive et/ou herbacée (6,4 %), zones agricoles hétérogènes (6 %), prairies (4,3 %). 
L'évolution de l'occupation des sols de la commune et de ses infrastructures peut être observée sur les différentes représentations cartographiques du territoire : la carte de Cassini (XVIIIe siècle), la carte d'état-major (1820-1866) et les cartes ou photos aériennes de l'IGN pour la période actuelle (1950 à aujourd'hui).

### Lieux-dits, hameaux et écarts
Hermes est un regroupement d'anciens hameaux fédérés en une seule unité administrative, à savoir : Blainville, Carville, Friancourt, Hermes, Granville, Méhécourt, Marguerie. Ces hameaux sont soit connexes le long du Thérain, soit des écarts situés au milieu d'une portion cultivée de la commune.

### Habitat et logement
En 2021, le nombre total de logements dans la commune était de 1 106, alors qu'il était de 1 059 en 2016 et de 1 057 en 2011. 
Parmi ces logements, 91,5 % étaient des résidences principales, 1 % des résidences secondaires et 7,5 % des logements vacants. Ces logements étaient pour 81,9 % d'entre eux des maisons individuelles et pour 17,9 % des appartements. 
Le tableau ci-dessous présente la typologie des logements à Hermes en 2021 en comparaison avec celle de l'Oise et de la France entière. Une caractéristique marquante du parc de logements est ainsi la faible proportion des résidences secondaires et logements occasionnels (1 %) par rapport au département (2,4 %) et à la France entière (9,7 %). 
| Typologie                                               | Hermes | Oise | France entière |
| ------------------------------------------------------- | ------ | ---- | -------------- |
| Résidences principales (en %)                           | 91,5   | 90,5 | 82,2           |
| Résidences secondaires et logements occasionnels (en %) | 1      | 2,4  | 9,7            |
| Logements vacants (en %)                                | 7,5    | 7    | 8,1            |

### Voies de communication et transports

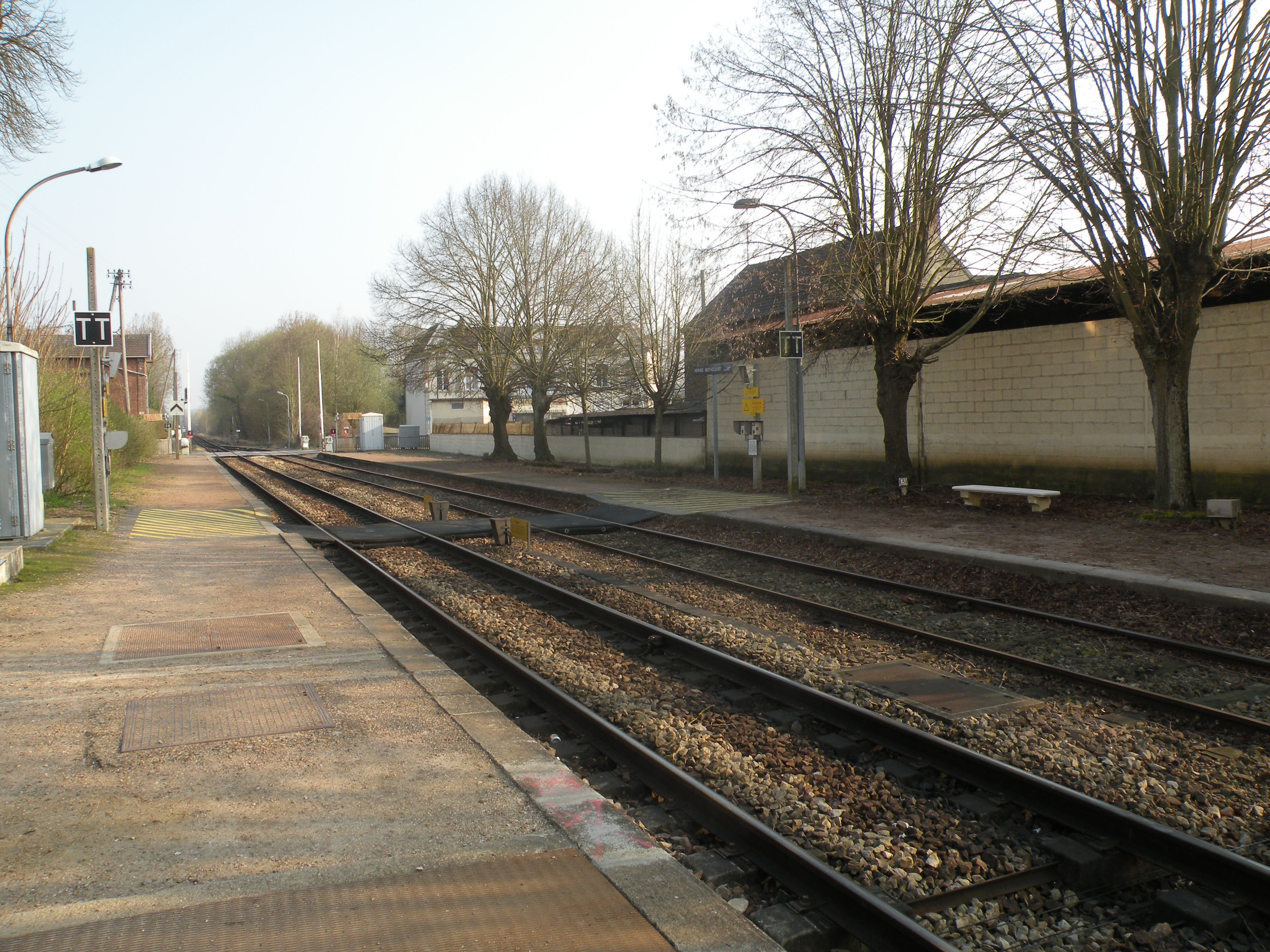
Les quais de la gare en 2012.

La commune est desservie par la départementale 12 reliant Beauvais à Creil dans la partie nord de l'agglomération. La départementale 125 traverse toute la longueur de Hermes pour franchir le Thérain en centre-bourg, en direction de Noailles et la nationale 1.
La commune est desservie par la gare d'Hermes - Berthecourt, où les trains  TER Hauts-de-France effectuent des missions entre les gares de Creil et de Beauvais.
La commune est desservie, en 2023, par le service de transport à la demande Corolis à la demande - Zone Est du réseau de transports en commun de Beauvais Corolis et par les lignes 6101, 6143 et 6144 du réseau interurbain de l'Oise.

## Toponymie
Le nom de la localité est attesté sous les formes ad pontem Harmis (vers 1060) ; apud Harmas (1134) ; terra Hermarum (1136) ; Hermarum terra (1143) ; de Harmis (1147) ; Oddo de Harmis (vers 1150) ; Harmae (1154) ; in Armas (1164) ; Harmes (1164) ; Harmoe (1170) ; de Armis (1175) ; Matildis de Harmis (1179) ; Harmii (1191) ; in foresta de Halmes (1211) ; Petrus decanus de Harmis (1214) ; Johannes de Harmis (1227) ; apud Harmes (1231) ; et pontem Harmarum (1237) ; juxta Harmas (1237) ; territorium Harmiorum (Harmarum) (vers 1240) ; Halmes (vers 1250) ; Harmes (1431) ; eccl. de Harmes (XVIe) ; Hermes (1830).
Pluriel de l'oïl erme « terre inculte »,. Le latin classique utilisait un mot hérité du grec eremus pour désigner le désert, la solitude. Eremus a gardé ce sens de désert, de solitude, d'ermitage, mais, parallèlement, est apparu le sens rural de « lande stérile », en bas latin herma terra. Le latin chrétien a emprunté au grec le terme « ermite », « celui qui vit dans la solitude ».
Le nom d'origine Mons Hermarum (ou mont d'Hermès) évoquerait le culte de ce dieu, rencontré en Belgique et dans le Nord de la France (Belgica romaine)[Information douteuse].

## Histoire

### Préhistoire
Hermes est un lieu habité depuis des millénaires. Avec la commune de Bailleul-sur-Thérain, elle constitue l'un des deux pôles prouvés d'habitation néolithique dans la vallée moyenne du Thérain. Un dolmen-ossuaire contenant quelque 400 restes y a été trouvé en 1837[réf. nécessaire].

### Antiquité
Implantée en plein pays  bellovaque, la bourgade est le seul gué à la ronde sur le Thérain, dont le cours était plus important qu'aujourd'hui. Le village était à l'extrémité d'une route gauloise le reliant à Clermont, et une étape sur la route reliant Beauvais à Senlis. Elle a vu se dérouler en 51 av. J.-C. un des épisodes guerriers de la campagne de César contre les Belges sur une proéminence toute proche, aujourd'hui encore appelée Mont-César (située sur le territoire de Froidmont). Elle fera l'objet par la suite d'une occupation gallo-romaine. Ce vicus romain est désigné sous le nom de Ratumagus, d'après le nom retrouvé sur une statue équestre exhumée lors des fouilles de l'abbé Hamard (dès 1877).

### Moyen Âge
Les mêmes fouilles effectuées par l'abbé Hamard sur le Mont de Hermes mettent au jour une nécropole mérovingienne qui livrera plusieurs milliers d'objets[réf. nécessaire].
Le territoire de la future Hermes est contrôlé par les moines cisterciens de l'abbaye de Froidmont, abbaye-fille de l'abbaye Notre-Dame d'Ourscamp fondée en 1134. On trouve trace en 1143 d'un Mons Hermarum qui devient en 1170 Harmae. Il semble faire l'objet d'une lutte d'influence entre les pouvoirs seigneurial et religieux.
Sous protection des  comtes de Clermont, Harmae voit se construire en 1187 une forteresse sur ordre de Catherine de Clermont, future épouse de Louis, comte de Blois. L'évêque de Beauvais Philippe de Dreux fera détruire cette forteresse peu après. Une nouvelle fois relevée, elle perdurera jusqu'au XVe siècle. Elle est connue comme un repaire de brigands lors de la guerre de Cent Ans et la grande Jacquerie, et sera définitivement détruite en 1431[réf. nécessaire].

### Temps modernes
La date d'apparition de la dénomination moderne Hermes est inconnue, mais est déjà constatée sur la carte de Cassini, dont les relevés ont été terminés en 1789.

### Révolution française et Empire
La Révolution française marque la fin de la domination abbatiale, et crée la commune.

### Époque contemporaine

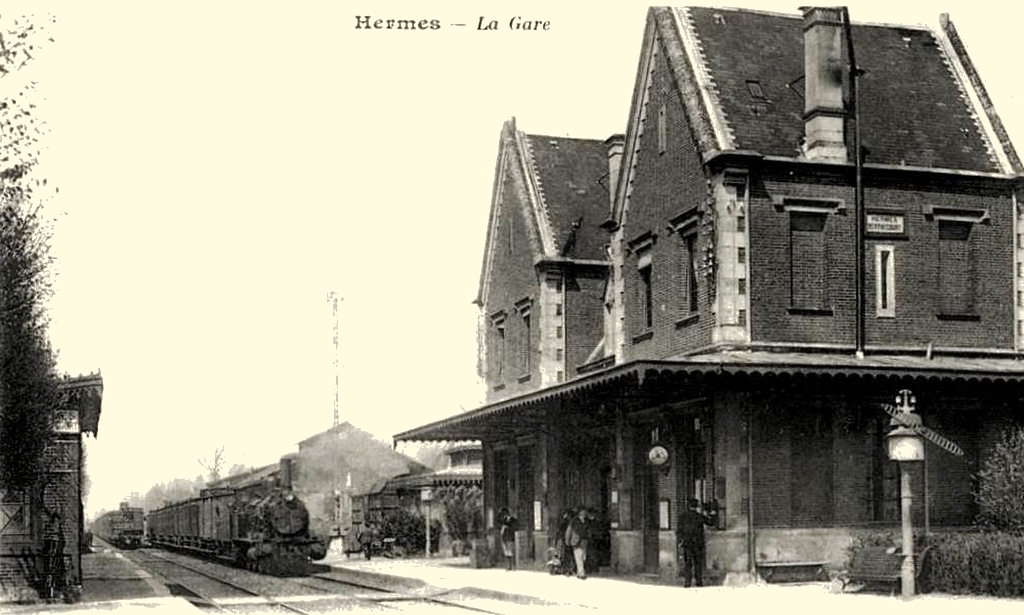
La gare d'Hermes - Berthecourt au début du XXe siècle.

En 1857 le chemin de fer arrive avec la mise en service  de la gare d'Hermes - Berthecourt sur la ligne de Creil à Beauvais, construite de 1855 à 1857 pour le compte de la Compagnie des chemins de fer du Nord. Elle comportait deux voies jusqu'en 1947. Aujourd'hui, les croisements de TER se font en gares de Hermes - Berthecourt et de Mouy - Bury. Cette ligne a été empruntée par la célèbre Micheline, un autorail sur pneus, de 1936 à l'entrée en guerre. La gare devient un carrefour ferroviaire en 1879, lors de l'ouverture de la ligne de chemin de fer secondaire à voie métrique  du réseau des chemins de fer départementaux de l'Oise de la ligne d'Hermes à Beaumont (ou HB), et qui acheminait jusqu'en 1959 marchandises (essentiellement des briques fabriquées à Noailles et des betteraves) et voyageurs sur les 32 km de ligne séparant Hermes de Beaumont. L'écartement spécifique des rails de cette ligne obligeait à un transbordement en gare de Hermes pour acheminer les marchandises,,.

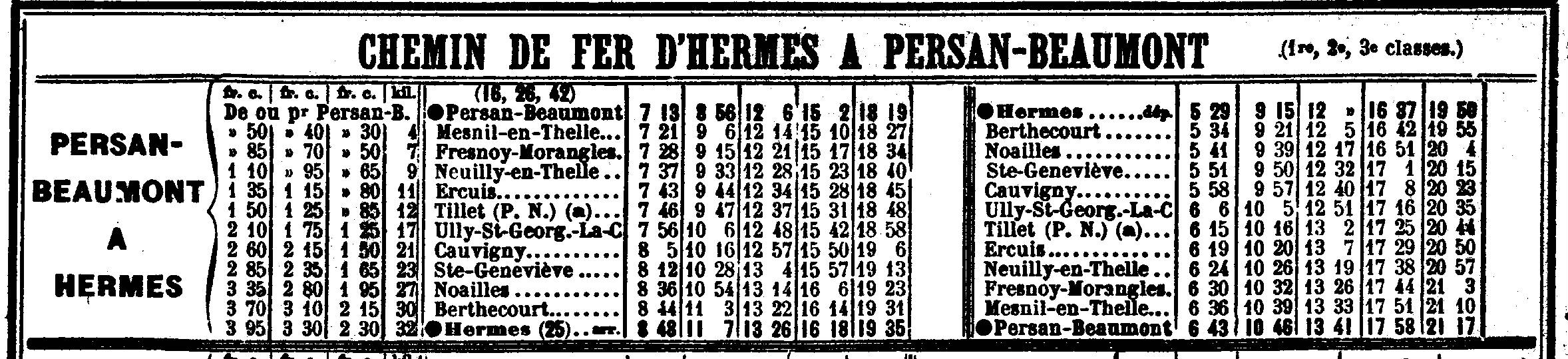
Horaires de la ligne d'Hermes à Beaumont en mai 1914.

Durant la seconde Guerre mondiale, la gare de Hermes-Berthecourt a subi de nombreux bombardements alliés, l'armée allemande utilisant la voie ferrée pour transporter les V1 entreposés dans les carrières de Saint-Maximin.
Fin 2016, les maires de Berthecourt et d'Hermes envisagent la fusion de leurs communes sous le régime de la commune nouvelle, soulignant les liens anciens liant leurs habitants et la nécessité de concevoir de manière coordonnée l'aménagement du quartier de la gare.

## Politique et administration

### Rattachements administratifs et électoraux

#### Rattachements administratifs
La commune se trouve dans l'arrondissement de Beauvais du département de l'Oise.
Elle faisait partie depuis 1801 du canton de Noailles. Dans le cadre du redécoupage cantonal de 2014 en France, cette circonscription administrative territoriale a disparu, et le canton n'est plus qu'une circonscription électorale.

#### Rattachements électoraux
Pour les élections départementales, la commune fait partie depuis 2014 du canton de Mouy
Pour l'élection des députés, elle fait partie de la deuxième circonscription de l'Oise.

### Intercommunalité
La commune faisait partie de la communauté de communes rurales du Beauvaisis (CCRB), un établissement public de coopération intercommunale (EPCI) à fiscalité propre créé  le 31 décembre 1997 et auquel la commune avait transféré un certain nombre de ses compétences, dans les conditions déterminées par le code général des collectivités territoriales.
La loi portant nouvelle organisation territoriale de la République (Loi NOTRe) du 7 août 2015, prévoyant que les établissements publics de coopération intercommunale (EPCI) à fiscalité propre doivent avoir un minimum de 15 000 habitants, le préfet de l'Oise a publié en octobre 2015 un projet de nouveau schéma départemental de coopération intercommunale, qui prévoit la fusion de plusieurs intercommunalités, et en particulier de la communauté d'agglomération du Beauvaisis et de la communauté de communes rurales du Beauvaisis, de manière à créer un nouvel EPCI rassemblant 44 communes pour 93 341 habitants. Malgré les réticences du président de la CCRB, le schéma est entériné,.
La fusion prend effet le 1er janvier 2017, et la commune est désormais membre de la communauté d'agglomération du Beauvaisis (CAB).

### Politique locale
L'élection municipale de 2014 a été annulée par le tribunal administratif d'Amiens puis, en mai 2015 par le Conseil d'État en raison du très faible écart de voix (5 bulletins) obtenues par les listes et d'une propagande irrégulière de M. Pagny. Le premier tour des élections municipales partielles  qui ont suivi a vu la victoire de l'équipe de Grégory Palandre sur celle de Laurent Pagny, et le conseil municipal a élu le nouveau maire le 4 juillet 2015.

### Liste des maires
De 1789 à 1799, les maires étaient élus pour un mandat de deux ans et rééligibles, ce qui explique le nombre de mandats de M. Isore. Par la suite, les préfets nommèrent les maires jusqu'en 1871, d'où les mandats de longueur irrégulière constatés sur cette période. Le mandat moderne (six ans, renouvelable) remonte à cette date.
| Période         | Période                   | Identité             | Étiquette            | Qualité |
| --------------- | ------------------------- | -------------------- | -------------------- | --- |
| 1944            | 1945                      | Georges Levasseur    |                      | |
| 1945            | 1947                      | Fernand Ruelle       |                      | |
| 1947            | 1953                      | Léon Derebergue      |                      | |
| 1953            | 1960                      | Amand Brault,        | PCF                  | Ouvrier tourneur sur bois, journaliste Membre de l'Assemblée constituante de 1946 Député de l'Oise (1946 → 1955) Croix de guerre 1914-1918 Mort en fonction |
| 1960            | 1964                      | Marius Bressieux     |                      | |
| 1964            | 1965                      | Lucien Ansotte       |                      | |
| 1965            | 1977                      | Guillaume Vandenplas |                      | |
| 1977            | 2008                      | Roland Caron         | PCF puis MDC puis SE | Technico-commercial |
| 22 mars 2008    | 18 mai 2015,              | Laurent Pagny        | PRG                  | Mécanicien à la RATP Élection de 2014 annulée par le Conseil d'État                                                                                         |
| 4 juillet 2015, | En cours (au 6 juin 2023) | Gregory Palandre     | SE                   | Cadre commercial Vice président du SIVT[Quoi ?] Réélu pour le mandat 2020-2026                                                                              |

### Instances de démocratie participative
La commune s'est doté en 2014 d'un conseil municipal des jeunes.

### Distinctions et labels
La commune a reçu en 2018 la distinction d'un laurier du label « Ville active & sportive » pour son engagement en faveur du sport et ses nombreux équipements sportifs.
Elle a obtenu dès 2022 le label « Terre de jeux 2024 » pour sa mobilisation en préparation des Jeux olympiques d'été de 2024.

## Équipements et services publics
Un marché forain se tient les dimanches, place de l'Église.

### Espaces publics
Au concours des villes et villages fleuris, Hermes a été primé à plusieurs reprises depuis 2017 : prix spécial Effort de fleurissement en 2017 et 2019, prix spécial de la Commémoration du centenaire 2014-2018 en 2018, Troisième prix dans la 3e catégorie en 2021 et 2022.

### Enseignement
Les enfants de la commune sont scolarisés à l'école maternelle Louis-Aragon et à l'école primaire Elsa-Triolet ou à l'école élémentaire Edmond-Léveillé.

### Santé
Afin de réduire les coûts des soins, la municipalité a organisé en 2016 une mutuelle communale, permettant ainsi la souscription à un tarif de groupe une complémentaire santé.
Une maison de santé pouvant accueillir 11 professionnels de santé a été installée en 2023 par la commune dans les locaux d'une ancienne pharmacie,.

### Justice, sécurité, secours et défense
Un Centre de Première Intervention (CPI) de sapeurs pompiers se trouve rue de Mouy.

## Population et société

### Démographie

#### Évolution démographique
L'évolution du nombre d'habitants est connue à travers les recensements de la population effectués dans la commune depuis 1793. Pour les communes de moins de 10 000 habitants, une enquête de recensement portant sur toute la population est réalisée tous les cinq ans, les populations de référence des années intermédiaires étant quant à elles estimées par interpolation ou extrapolation. Pour la commune, le premier recensement exhaustif entrant dans le cadre du nouveau dispositif a été réalisé en 2004.

En 2022, la commune comptait 2 510 habitants, en évolution de +0,64 % par rapport à 2016 (Oise : +0,87 %, France hors Mayotte : +2,11 %).
| 1793 | 1800 | 1806 | 1821 | 1831 | 1836 | 1841 | 1846 | 1851 |
| ---- | ---- | ---- | ---- | ---- | ---- | ---- | ---- | ---- |
| 570  | 663  | 650  | 750  | 750  | 759  | 768  | 754  | 754  |

| 1856 | 1861 | 1866 | 1872  | 1876  | 1881  | 1886  | 1891  | 1896  |
| ---- | ---- | ---- | ----- | ----- | ----- | ----- | ----- | ----- |
| 760  | 854  | 942  | 1 091 | 1 202 | 1 274 | 1 347 | 1 351 | 1 306 |

| 1901  | 1906  | 1911  | 1921  | 1926  | 1931  | 1936  | 1946  | 1954  |
| ----- | ----- | ----- | ----- | ----- | ----- | ----- | ----- | ----- |
| 1 390 | 1 491 | 1 577 | 1 561 | 1 557 | 1 474 | 1 406 | 1 312 | 1 295 |

| 1962  | 1968  | 1975  | 1982  | 1990  | 1999  | 2004  | 2006  | 2009  |
| ----- | ----- | ----- | ----- | ----- | ----- | ----- | ----- | ----- |
| 1 635 | 1 588 | 1 802 | 1 828 | 1 964 | 2 331 | 2 390 | 2 391 | 2 539 |

| 2014  | 2019  | 2022  | - | - | - | - | - | - |
| ----- | ----- | ----- | - | - | - | - | - | - |
| 2 463 | 2 509 | 2 510 | - | - | - | - | - | - |

#### Pyramide des âges
La population de la commune est relativement jeune.
En 2018, le taux de personnes d'un âge inférieur à 30 ans s'élève à 38,5 %, soit au-dessus de la moyenne départementale (37,3 %). À l'inverse, le taux de personnes d'âge supérieur à 60 ans est de 20,7 % la même année, alors qu'il est de 22,8 % au niveau départemental.
En 2018, la commune comptait 1 233 hommes pour 1 271 femmes, soit un taux de 50,76 % de femmes, légèrement inférieur au taux départemental (51,11 %).
Les pyramides des âges de la commune et du département s'établissent comme suit.
| Hommes | Classe d’âge | Femmes |
| ------ | ------------ | ------ |
| 0,2    | 90 ou +      | 0,5    |
| 4,5    | 75-89 ans    | 6,4    |
| 14,8   | 60-74 ans    | 14,9   |
| 21,1   | 45-59 ans    | 20,7   |
| 19,7   | 30-44 ans    | 20,0   |
| 17,7   | 15-29 ans    | 17,0   |
| 22,0   | 0-14 ans     | 20,5   |

| Hommes | Classe d’âge | Femmes |
| ------ | ------------ | ------ |
| 0,5    | 90 ou +      | 1,4    |
| 5,5    | 75-89 ans    | 7,6    |
| 15,6   | 60-74 ans    | 16,3   |
| 20,8   | 45-59 ans    | 20     |
| 19,4   | 30-44 ans    | 19,4   |
| 17,6   | 15-29 ans    | 16,2   |
| 20,6   | 0-14 ans     | 19,1   |

## Économie
Le site historique de conditionnement de boissons Hermes Boissons, rue de Marguerie, créé en 1880 comme laiterie, puis devenu une usine de production de jus dans les années 90, sous les noms de Fruvita, Dole Food, Tropicana, et qui employait à sa liquidation 70 salariés en novembre 2022, est repris en 2023 par les Agromousquetaires, une entreprise du groupe Agromousquetaires, qui prévoient d'y créer une centaine d'emplois dans le secteur de la production et de l'embouillage des jus de fruits et des boissons végétales.

## Culture locale et patrimoine

### Lieux et monuments

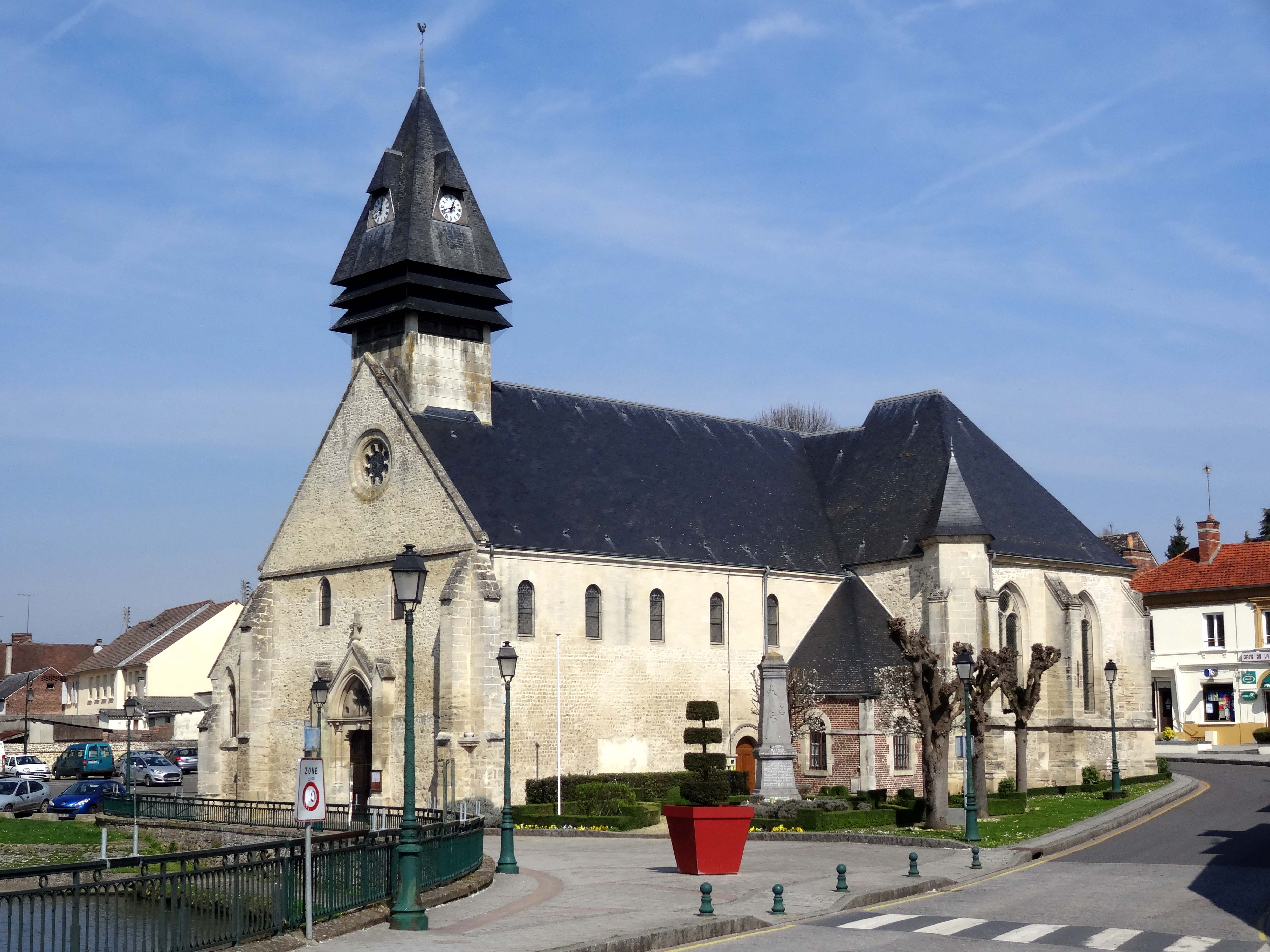
L'église Saint-Vincent.

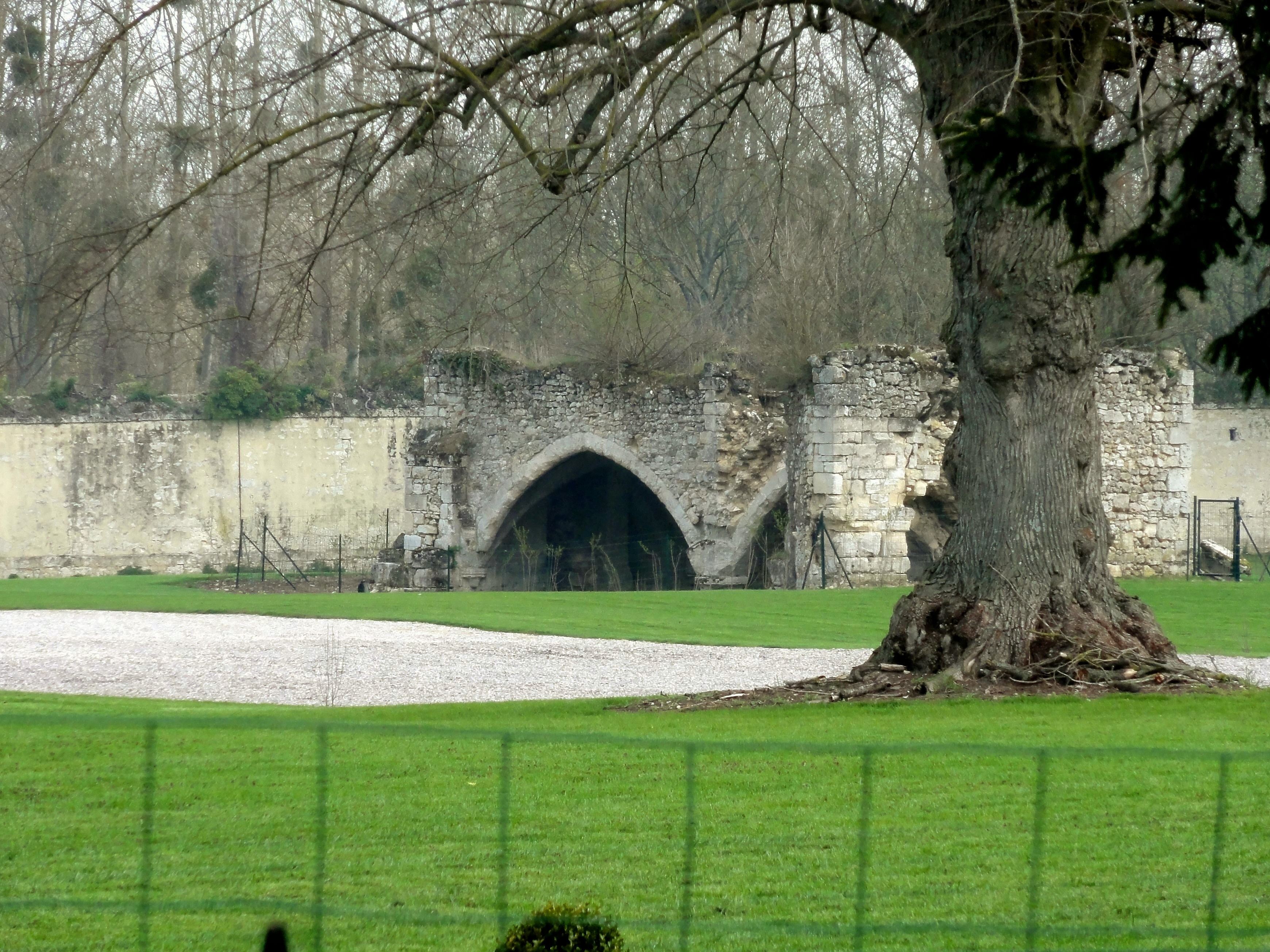
Vestiges de l'abbaye de Froidmont.

Hermes compte deux monuments historiques sur son territoire :
- L'église Saint-Vincent, rue du 11-Novembre (RD 125) (inscrite monument historique en 1927[64]) : 
Hermes est l'un des bourgs les plus anciens du Beauvaisis, et son église possède ainsi l'une des plus anciennes nefs du département. Elle remonte en partie au XIe siècle, comme l'indique l'appareil en petits moellons cubiques du mur méridional. Cette nef a toutefois perdu son authenticité avec l'installation d'un plafond à caissons en 1722 et une reconstruction partielle pendant la seconde moitié du XIXe siècle, qui concerne les portails, les fenêtres latérales, et l'unique bas-côté, ajouté à la période gothique flamboyante au nord de la nef.
 L'église Saint-Vincent était surtout réputée pour son beau clocher roman à deux étages de beffroi. Bâti sur un terrain instable et repris en sous-œuvre au milieu du XVIe siècle, il s'est malheureusement effondré en 1919, emportant  dans sa chute la première travée du chœur et la chapelle latérale nord. En 1927, il est remplacé par un clocher moderne assis sur la toiture de la nef. 
Restent encore indemnes l'abside et la chapelle latérale sud du deuxième quart du XVIe siècle, qui sont bâties avec soin et reflètent de manière exemplaire la transition du style flamboyant vers la Renaissance. Quelques autres éléments peu évocateurs sont d'un intérêt purement archéologique : ce sont les vestiges du transept primitif contemporain de la nef, dont trois arcades ; une baie bouchée du XIIIe siècle dans le mur occidental de la chapelle latérale nord ruinée ; et deux chapiteaux ioniques antiques réemployés vers 1559 pour l'arcade méridionale de l'ancienne base de clocher[65],[66].

- L'abbaye de Froidmont (inscrite comme monument historique  en 1988, la grange ruinée classée en 1995[67]) : 
Cet établissement religieux est fondé en 1134 par Eudes (ou Odon) II, évêque de Beauvais, et Alix de Dammartin. L'abbaye est peuplée par douze moines venant de l'Ourscamp. Elle est soutenue au fil des siècles par le roi Louis VII, l'évêché du Beauvaisis, par les seigneurs de Bulles et par de nombreux autres seigneurs. C'est l'une des neuf abbayes cisterciennes que compte l'actuel département de l'Oise sous l'Ancien Régime. 
À son apogée au XIIIe siècle, le nombre de moines atteint les cent cinquante, dont une centaine de convers. La guerre de Cent Ans et les incursions anglaises du XIVe et XVe siècles mettent à mal l'abbaye. 
Un total de trente-quatre abbés in titulum se succèdent jusqu'en 1528, quand le régime de la commende est instauré avec le premier abbé commendataire, Claude de Bèze. Dans un premier temps, cette phase est marquée par un renouveau, car l'ensemble des bâtiments sont reconstruits, et une nouvelle église est consacrée en 1534. Mais le nombre de moines ne cesse de diminuer et n'est plus que de dix en 1790, un an avant la suppression des ordres religieux sous la Révolution française. 
L'abbaye est alors vendue comme bien national, et presque tous les bâtiments sont rapidement démolis. Ne subsistent que le mur d'enceinte, remarquablement bien conservé, et les vestiges de quelques locaux voûtés, pressier et celliers. De l'autre côté de la rue, la ferme de l'abbaye est encore presque complète, mais ses bâtiments se trouvent dans un état de délabrement avancé, et la charpente de la grange dîmière s'est en partie écroulée, le classement aux monuments historiques étant venu trop tard pour préserver l'édifice[68],[69]

On peut également signaler :
- Le château de La Trye, domaine de Froidmont, est situé dans un parc de 6,5 hectares, en lisière de la forêt domaniale de Hez-Froidmont.
- La mairie d'Hermes : Les dimensions imposantes de cette bâtisse construite en 1884 sont hors de proportions du nombre d'habitants de l'époque. La massivité du bâtiment, opposée à celle de l'église située de l'autre côté de la rue, rappelle le fort antagonisme existant alors entre les autorités civile et religieuse.
- La chapelle Notre-Dame de Bon-Secours, rue du 8-Mai.
- Le Lavoir de Méhécourt, dans l'ancien hameau du même nom, rue de Méhécourt / rue de la Place-des-Fêtes
- Le lavoir de Caillouël, au hameau du même nom, rue Dupille
- L'exposition de matériel agricole ancien, rue Dupille
- La croix monolithique près de l'abbaye de Froidmont.
- La fontaine couverte sur le chemin forestier de Froidmont, dans la forêt de Hez-Froidmont

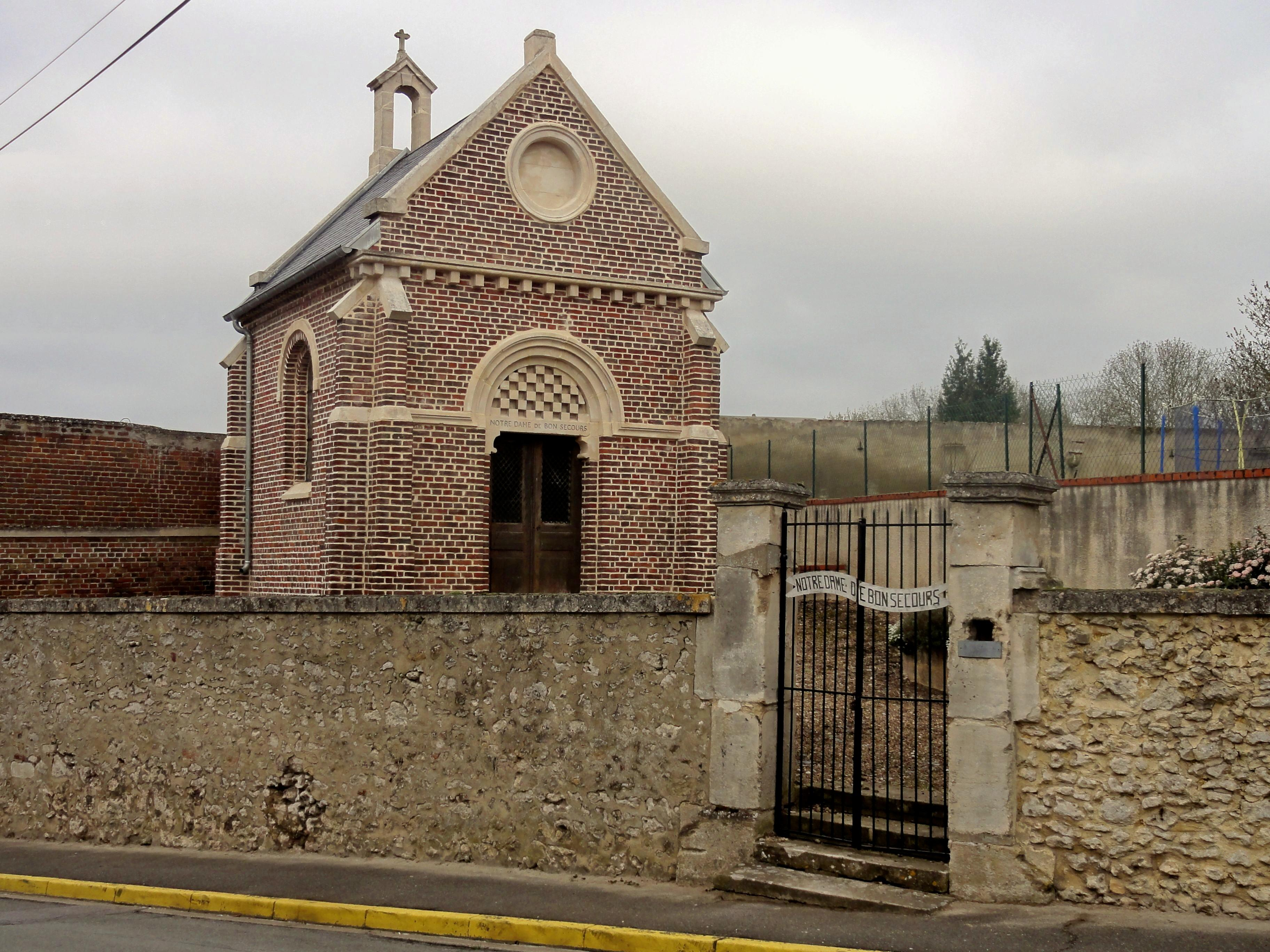
Chapelle Notre-Dame de Bon-Secours.
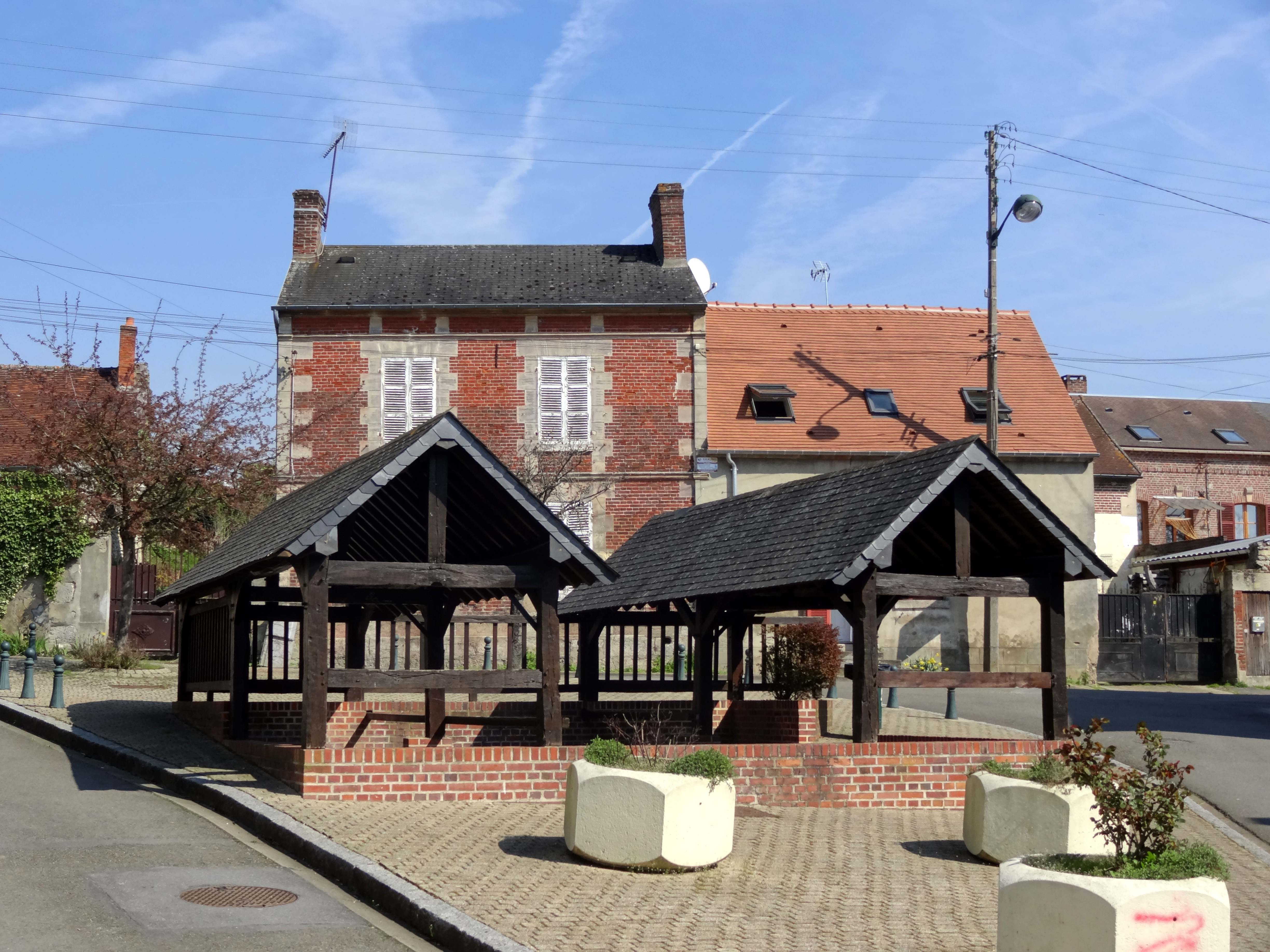
Lavoir de Méhécourt.
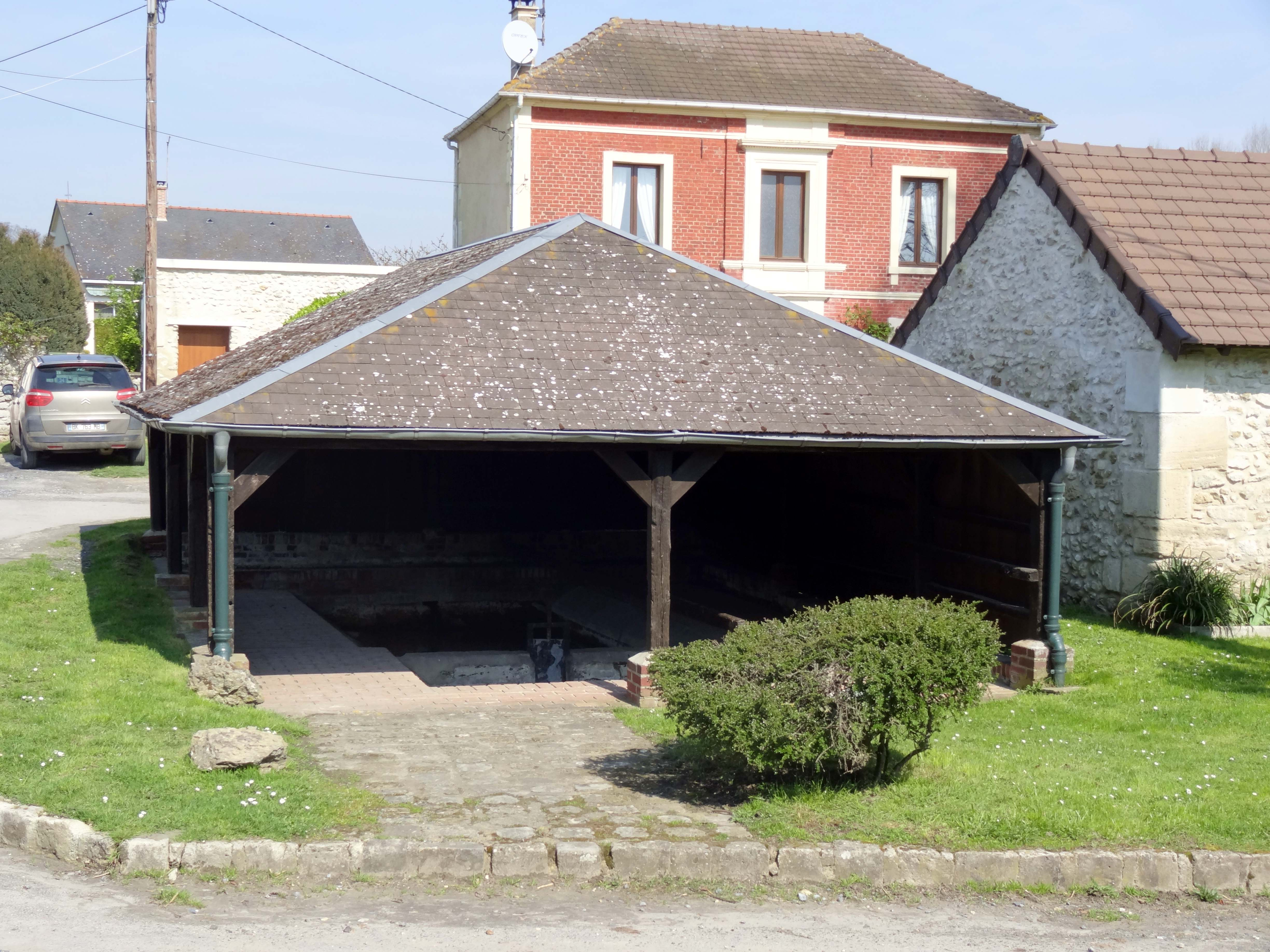
Lavoir de Caillouël.
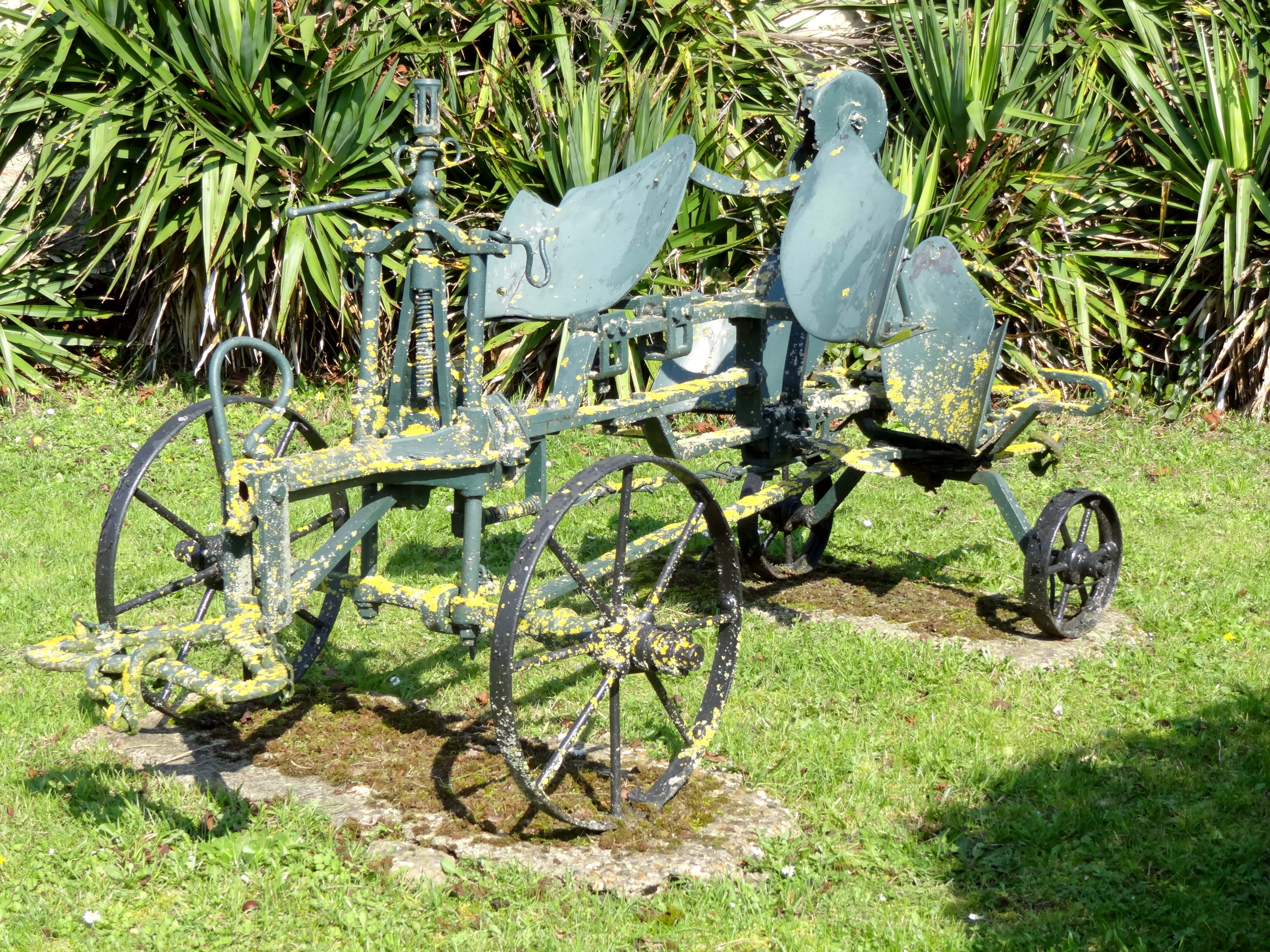
Vieille charrue à Caillouël.
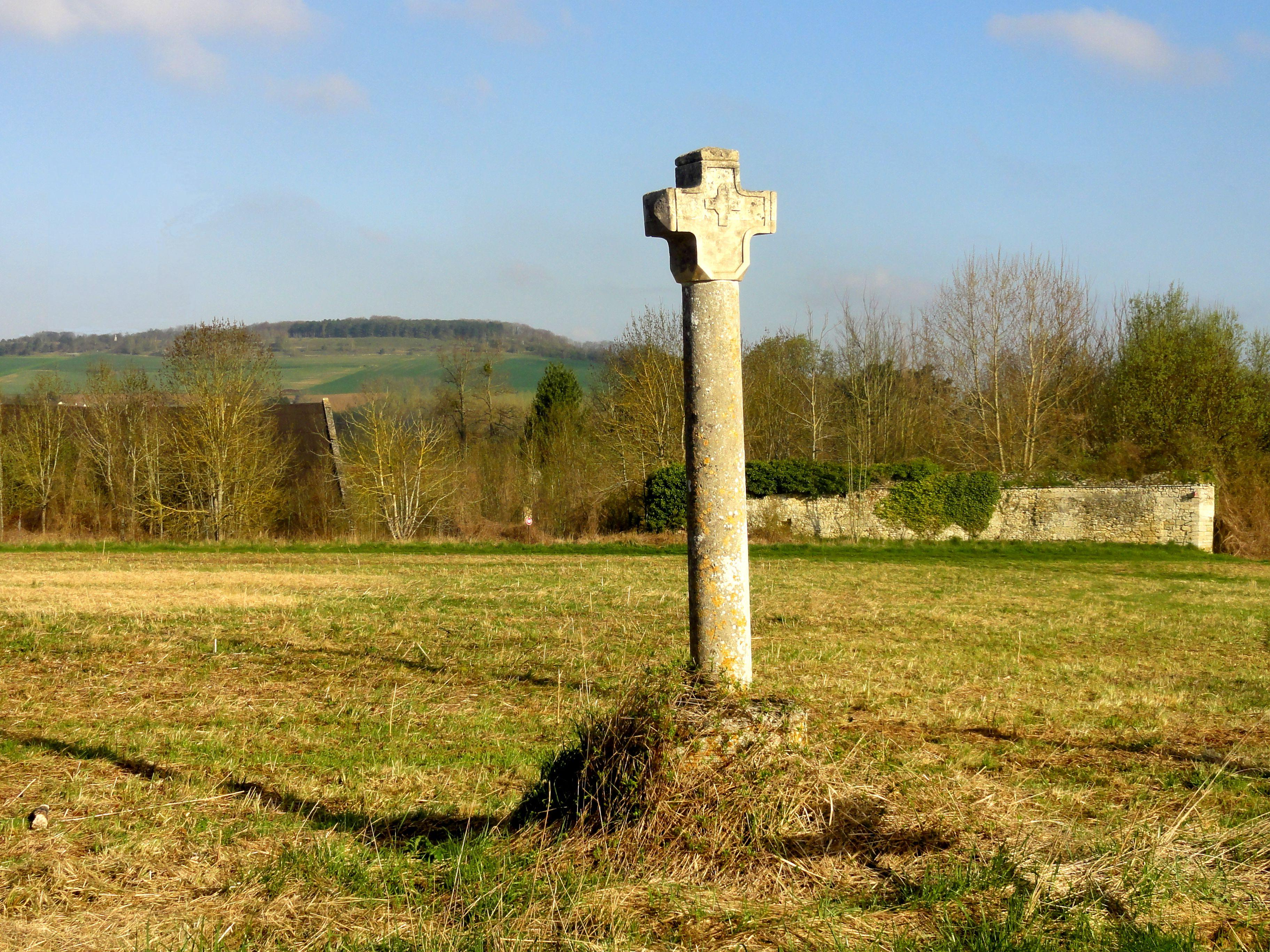
Croix monolithique.
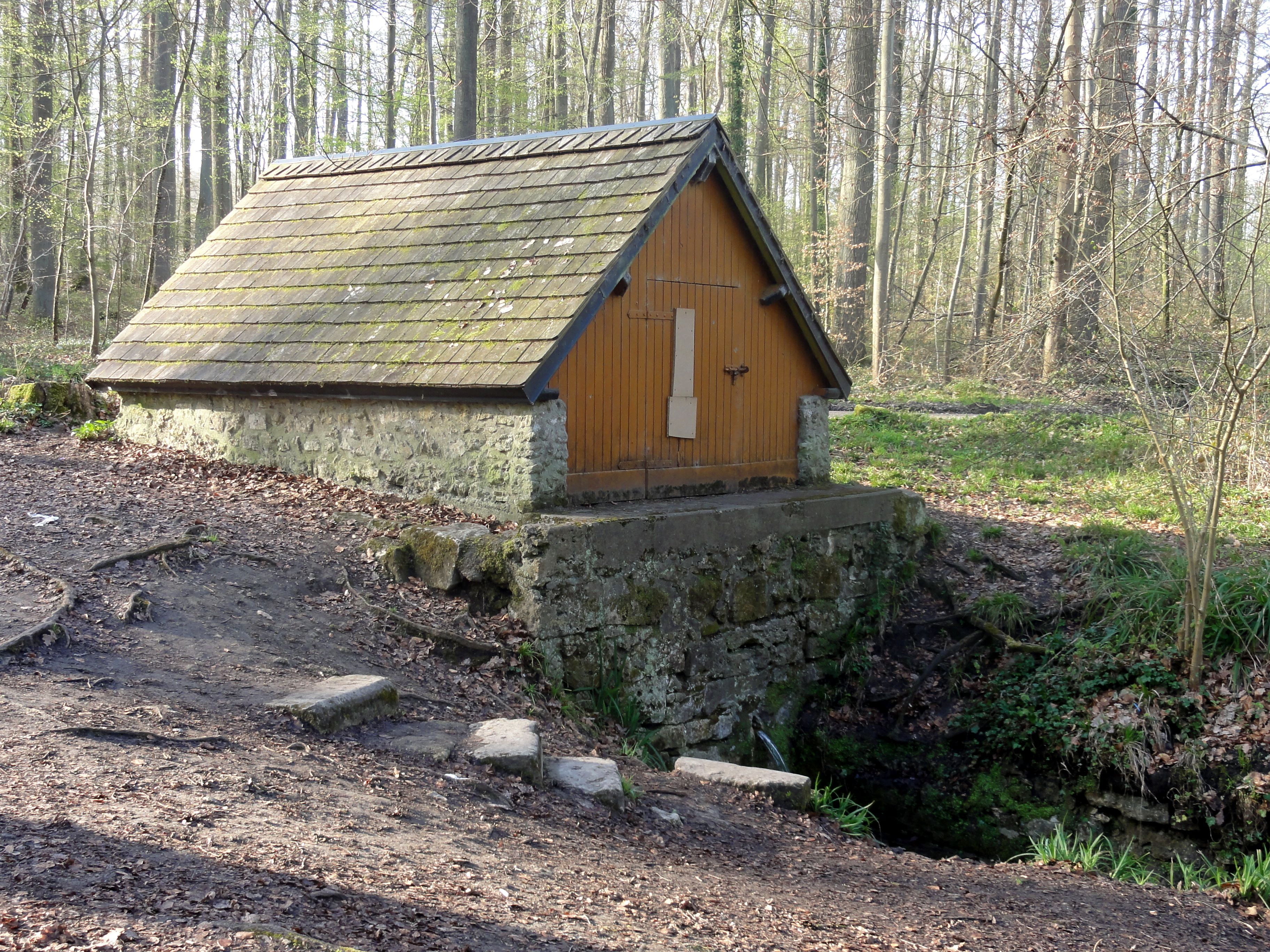
Fontaine dans la forêt.

### Personnalités liées à la commune
- Hélinand de Froidmont (vers 1160-1230), poète médiéval, chroniqueur et écrivain ecclésiastique.

### Héraldique
| Blason de Hermes | Blason  | Tiercé en pairle renversé : au 1er de gueules à six rais d'or posés en étoile, au 2e d'azur à une fleur de lys épanouie d'or, au 3e d'or à un oiseau contourné, regardant, essorant, au naturel, becqué et membré de gueules. Devise / CriVaillance - Justice - Constance |
| Blason de Hermes | Détails | Reprend, dans l'ordre, les sceaux suivants : de Pierre Prevost de Hermes, datant d'avril 1238 ; de Pierre Le Prevost, datant de mai 1281 et de Pierre Decani de Hermes, datant d'avril 1219. Adopté en 1982.                                                              |

## Pour approfondir